# Тюлькубас
Тюлькуба́с (каз. Түлкібас) — селище у складі Тюлькубаського району Туркестанської області Казахстану. Адміністративний центр Тюлькубаської селищної адміністрації.
Населення — 10973 особи (2021; 10802 у 2009, 9499 у 1999, 9797 у 1989).